# Сьюзен Слоун (плавчиня)
Сьюзен Слоун (англ. Susan Sloan, 5 квітня 1958) — канадська плавчиня.
Призерка Олімпійських Ігор 1976 року.
Призерка Чемпіонату світу з водних видів спорту 1978 року.